# Saint-Hilaire-du-Bois (Żyronda)
Saint-Hilaire-du-Bois – miejscowość i gmina we Francji, w regionie Nowa Akwitania, w departamencie Żyronda.
Według danych na rok 1990 gminę zamieszkiwało 97 osób, a gęstość zaludnienia wynosiła 22 osób/km² (wśród 2290 gmin Akwitanii Saint-Hilaire-du-Bois plasuje się na 1079. miejscu pod względem liczby ludności, natomiast pod względem powierzchni na miejscu 1461.).